# Magnus Jøndal
Magnus Jøndal (Lørenskog, 7 de febrero de 1988) es un exjugador de balonmano noruego que jugaba de extremo izquierdo. Su último equipo fue el SG Flensburg-Handewitt. Fue un componente de la selección de balonmano de Noruega.
Su primer gran torneo con la selección fue el Campeonato Europeo de Balonmano Masculino de 2016.
Con la selección quedó segundo en el Campeonato Mundial de Balonmano Masculino de 2017 y en el Campeonato Mundial de Balonmano Masculino de 2019.

## Palmarés

### Flensburg
- Liga de Alemania de balonmano (1): 2019

## Clubes
- Follo HK (2006-2014)
- ØIF Arendal (2014-2016)
- GOG Gudme (2016-2018)
- SG Flensburg-Handewitt (2018-2021)